# USS Steinaker (DD-863)
USS Steinaker (DD-863/DDR-863) là một tàu khu trục lớp Gearing được Hải quân Hoa Kỳ chế tạo vào giai đoạn cuối Chiến tranh Thế giới thứ hai. Nó là chiếc tàu chiến thứ hai của Hải quân Mỹ được đặt cái tên này, nhưng là chiếc duy nhất hoàn tất, theo tên Binh nhất Thủy quân Lục chiến Donald Baur Steinaker (1922-1942), người đã tử trận trong Chiến dịch Guadalcanal và được truy tặng Huân chương Chữ thập Hải quân. Hoàn tất khi chiến tranh đã sắp kết thúc, con tàu tiếp tục phục vụ trong giai đoạn Chiến tranh Lạnh và Chiến tranh Việt Nam cho đến năm 1982. Nó được chuyển cho Mexico và tiếp tục phục vụ cùng Hải quân Mexico như là chiếc ARN Netzahualcóyotl (D-102) cho đến khi ngừng hoạt động năm 2014. Nó dự định sẽ được đánh chìm như một dải san hô nhân tạo. Steinaker được tặng thưởng hai Ngôi sao Chiến trận do thành tích phục vụ trong Chiến tranh Việt Nam.

## Thiết kế và chế tạo
USS Steinaker (DE-452) dự định là một tàu khu trục hộ tống lớp John C. Butler, và đã được đặt lườn tại xưởng tàu của hãng Federal Shipbuilding ở Newark, N.J.. Tuy nhiên hợp đồng bị hủy bỏ vào ngày 6 tháng 6 năm 1944 và con tàu không bao giờ hoàn tất.
Chiếc DD-863 được đặt lườn tại xưởng tàu của hãng Bethlehem Steel Corporation ở Staten Island, New York vào ngày 1 tháng 9 năm 1944. Nó được hạ thủy vào ngày 13 tháng 2 năm 1945; được đỡ đầu bởi cô Carol Steinaker, và nhập biên chế vào ngày 26 tháng 5 năm 1945 dưới quyền chỉ huy của Hạm trưởng, Trung tá Hải quân S. A. McCornock.

## Lịch sử hoạt động

### 1945 – 1966
Sau khi hoàn tất việc chạy thử máy tại khu vực ngoài khơi vịnh Guantánamo, Cuba và quay trở về cảng nhà Norfolk, Virginia, Steinaker hoạt động như một tàu huấn luyện cho đến hết năm 1945. Từ năm 1946 đến năm 1952, nó luân phiên những hoạt động tại vùng bờ Đông cùng Hạm đội Đại Tây Dương với những đợt biệt phái sang phục vụ cùng Đệ Lục hạm đội. Con tàu đã được phái sang Địa Trung Hải vào các năm 1947, 1949, 1950, 1951 và đầu năm 1952.
Steinaker đi vào Xưởng hải quân Norfolk vào ngày 1 tháng 7, 1952 để được cải biến thành một tàu khu trục cột mốc radar, và được xếp lại lớp với ký hiệu lườn mới DDR-863. Công việc hoàn tất vào ngày 28 tháng 2, 1953, và nó tiến hành chạy thử máy tại khu vực vịnh Guantánamo, Cuba. Con tàu được phái đi phục vụ cùng Đệ Lục hạm đội tại Địa Trung Hải từ ngày 16 tháng 9 đến ngày 3 tháng 2, 1954; và sau này nó còn tiếp tục được cử sang hoạt động cùng Đệ Lục hạm đội vào các năm 1955, 1958, 1959, 1960, 1962, 1963 và 1965. Trong năm 1964, nó được nâng cấp trong khuôn khổ chương trình Hồi sinh và Hiện đại hóa Hạm đội (FRAM: Fleet Rehabilitation and Modernization), được trang bị thêm các vũ khí chống ngầm và cảm biến hiện đại. Vào ngày 1 tháng 7 năm đó, con tàu được xếp lại lớp và quay trở lại ký hiệu lườn cũ DD-863.

### 1967 – 1982
Steinaker hoạt động tại khu vực biển Hồng Hải và Ấn Độ Dương trong hai tháng của năm 1967, trong thành phần Lực lượng Trung Đông. Nó khởi hành từ Norfolk vào ngày 26 tháng 3, 1968 cho lượt phục vụ đầu tiên tại Viễn Đông, băng qua kênh đào Panama vào ngày 31 tháng 3, và có các chặng dừng ngắn tại San Diego, Trân Châu Cảng, Midway, Guam và  quần đảo Philippine trước khi đi đến ngoài khơi Việt Nam. Nó được phối thuộc cùng Đệ Thất hạm đội từ ngày 20 tháng 5 đến ngày 1 tháng 10, và đã tham gia các hoạt động hỗ trợ hải pháo ngoài khơi Bình Thuận và Phú Yên. Nó cũng hoạt động tuần tra tại vùng biển Bắc Việt Nam ngăn chặn việc vận chuyển vũ khí xuống Nam Việt Nam, tuần tra phòng không tại Khu phi quân sự, cũng như hoạt động cùng các tàu sân bay tiến hành không kích các mục tiêu tại Bắc Việt Nam.
Steinaker lên đường quay trở về Hoa Kỳ ngang qua vịnh Subic, Philippines; Singapore; Yokosuka, Nhật Bản và Okinawa. Nó về đến Norfolk vào ngày 5 tháng 11, 1968, tiếp tục phục vụ cùng Hạm đội Đại Tây Dương dọc theo vùng bờ Đông cho đến ngày 9 tháng 1, 1970, khi được biệt phái vào Lực lượng Thường trực Đặc biệt của Khối NATO tại Bắc Đại Tây Dương; nhiệm vụ này kéo dài cho đến ngày 23 tháng 7, 1970. Con tàu thực hiện một chuyến đi khác sang khu vực Địa Trung Hải từ ngày 23 tháng 2 đến ngày 23 tháng 7, 1971, rồi quay trở lại vùng biển Bắc Đại Tây Dương từ ngày 10 tháng 7 đến ngày 18 tháng 11, 1972.
Steinaker được điều sang Hải đội Khu trục 10 thuộc Lực lượng Hải quân Dự bị vào ngày 1 tháng 7, 1973, đồng thời chuyển cảng nhà đến Baltimore, Maryland. Nó phục vụ như một tàu huấn luyện cho học viên Hải quân Dự bị Hoa Kỳ cho đến tháng 12, 1974. Con tàu được cho xuất biên chế đồng thời rút tên khỏi danh sách Đăng bạ Hải quân vào ngày 24 tháng 2, 1982 để chuyển cho Mexico.

### ARMNetzahualcoyotl(D-102)
Chiếc tàu khu trục tiếp tục phục vụ cùng Hải quân Mexico dưới tên gọi ARM Netzahualcóyotl (D-102), tên được đặt theo nhà thông thái người Acolhua Nezahualcoyotl. Sau khi mua lại con tàu từ Hoa Kỳ, nó được cải biến cho phù hợp với Hải quân Mexico, và cấu hình bao gồm sàn đáp máy bay trực thăng và tên lửa chống ngầm RUR-5 ASROC. Netzahualcóyotl được sử dụng trong việc tuần tra chống buôn lậu ma túy và thực hành huấn luyện cho học viên sĩ quan thuộc Học viện Hải quân Mexico, thực hiện những chuyến đi hàng năm đến San Francisco, California, Hoa Kỳ.
Netzahualcóyotl ngừng hoạt động vào năm 2014 và dự định sẽ được đánh chìm như một dãi san hô nhân tạo.

## Phần thưởng
Steinaker được tặng thưởng hai Ngôi sao Chiến trận do thành tích phục vụ trong Chiến tranh Việt Nam.